# Шишоровичі
Шишо́ровичі — село в Україні, в Яворівському районі Львівської області. Населення становить 92 особи. Орган місцевого самоврядування - Судововишнянська міська рада.

## Географія
Селом тече річка Безіменна.
Природнє водоймище Стависько

## Населення

### Мова
Розподіл населення за рідною мовою за даними перепису 2001 року:
| Мова       | Кількість | Відсоток |
| ---------- | --------- | -------- |
| українська | 92        | 100%     |